# Michael W. Horsten
Michael W. Horsten (* 4. April 1963 in Virum, Dänemark) ist ein dänischer Regisseur und Drehbuchautor. Der Kurzfilm Theis und Nico (Bror, min bror), den er zusammen mit Henrik Ruben Genz realisierte, wurde 2000 für den Oscar als „Bester Kurzfilm (Live Action)“ nominiert.

## Leben
Michael W. Horsten besuchte die dänische Filmhochschule, die er 1996 abschloss. Er arbeitete eng mit dem Regisseur Henrik Ruben Genz zusammen, für den er eine Reihe von Drehbüchern schrieb. So auch zum Kurzfilm Theis und Nico, er von jugendlicher Liebe handelt und für den er zusammen mit dem Regisseur für den Oscar nominiert war. 1999 gab er mit Zurück zur Stadt! sein Regiedebüt. Zurück zur Stadt! sowie Kleiner Papa (2004) wurden vom Deutschen Kinderhilfswerk auf dem Kinderfilmfest (heute: Generation) der Berlinale ausgezeichnet.
Als Drehbuchautor schrieb er unter anderem für die Krimiserie Kommissarin Lund – Das Verbrechen (2007–2009).

## Filmografie
- 1998: Theis und Nico (Bror, min bror) (Drehbuch)
- 1999: Zurück zur Stadt! (Tilbage til byen)
- 2004: Kleiner Papa (Lille far)
- 2007–2009: Kommissarin Lund – Das Verbrechen (Forbrydelsen) (Drehbuch)